# Ioannes Rogerios Dalassenos
Ioannes Rogerios Dalassenos ou Ioannes Rogerios (grec: Ιωάννης Ρογέριος) ou en français, Jean Roger, est un prince byzantin d'origine normande du milieu du XIIe siècle, un Caesar membre de la famille impériale des Comnène (Komnenos). 

## Biographie

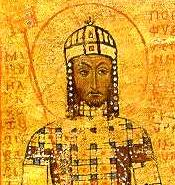
L'Empereur Manuel Comnène, beau-frère de Jean Roger.

Jean Roger, né vraisemblablement au début des années 1100, peut-être à Byzance, était le fils d'une noble byzantine (Dalassena) et d'un certain Roger fils de Dagobert, d'origine italo-normande. Ce dernier était le frère cadet d'un certain Raoul dit « Peau-de-Loup », un Normand d'Italie méridionale faisant peut-être partie de l'entourage de Robert Guiscard, duc normand d'Apulie, de Calabre et de Sicile. Selon les écrits de la princesse byzantine Anne Comnène, Robert Guiscard envoya à Byzance en 1080 Raoul Peau-de-Loup comme ambassadeur pour mission de s'opposer à la résiliation des fiançailles entre Olympias (dite Hélène), l'une des filles de Robert Guiscard qu'il avait eu de sa seconde femme, la princesse lombarde Sykelgaite de Salerne, avec Constantin Doukas dit « Porphyrogénète », fils de l'empereur Michel VII Doukas. Peut-être par opportunisme (ou traîtrise ?), Raoul Peau-de-Loup serait resté dans la capitale impériale pour se mettre au service de l'Empereur. 
Jean Roger, personnage hellénisé et probablement élevé dans la langue grecque, semble s'être illustré à la Cour impériale car l'empereur Jean II Comnène (1118-1143) lui donna l'une de ses filles en mariage, Marie Comnène, sœur jumelle d'Alexis Comnène, fils aîné de l'empereur qui fut associé au pouvoir de 1122 à 1142 (mort prématurée d'Alexis à l'âge de 36 ans). Si bien qu'en 1143, à la mort de l'empereur Jean, son beau-père, Jean Roger intrigua pour tenter de monter sur le trône impérial mais dut s'effacer face au fils cadet de l'empereur défunt, Manuel, qui monta sur le trône. 
En 1151, Jean Roger, veuf, fut envoyé à Antioche par l'empereur Manuel Comnène dans le but de demander la main de la princesse Constance d'Antioche, âgée d'une vingtaine d'années et déjà veuve de Raymond de Poitiers. Le but de l'empereur, en unissant Jean Roger avec Constance, était probablement de remettre la principauté d'Antioche sous tutelle byzantine. Mais Constance opposa à Jean Roger un refus catégorique : 

« … Un homme, alors, se risque à avancer ses pions. Le basileus Manuel Ier Comnène n'a jamais oublié les liens de soumission de la principauté (d'Antioche), que la princesse Constance a d'ailleurs renouvelés après la mort de Raymond de Poitiers (son premier mari). Le chroniqueur grec Jean Kinnamos, dont l'Histoire a été écrite peu après les faits qu'il relate, raconte qu'on est convenu, à Constantinople (Byzance), de pousser la candidature d'un beau-frère du Basileus, Jean Roger. Cet homme d'origine normande est de ceux qui ont fui le « rex tyrannus de Sicile pour quérir fortune à Byzance, où ils ont la certitude d'être bien accueillis. Sa réussite y a été immense, puisqu'il convola avec la princesse porphyrogénète Marie, fille de Jean II Comnène. Il a d'ailleurs fort mal récompensé la dynastie  en tentant, à la mort de Jean, de s'emparer du trône, sans succès, son épouse ayant éventé ses intrigues. Veuf, le César est disponible, et l'on n'est peut-être pas fâché de l'envoyer exercer ses talents ailleurs. Manuel Comnène, esprit délié, voit sans doute dans cette union avantageuse une occasion de damer le pion au roi de Sicile (Roger II de Sicile). Jean Roger fait le voyage à Antioche où la princesse Constance lui oppose un refus catégorique qui s'accorde en l'occurrence fort bien avec la répugnance des habitants d'Antioche à retomber sous la tutelle byzantine… »

Caesar byzantin, Jean Roger fut également le gouverneur de Stroumitsa, en actuelle Macédoine, en 1152. 
Après la mort prématurée de sa femme Marie, survenue entre 1144 et 1151, Jean Roger se fit moine (après 1152). 
Les descendants de l'oncle de Jean Roger, le Normand d'Italie Raoul Peau-de-Loup, fut à l'origine de la famille Ralli(s), qui vécut à Constantinople jusqu'au XVe siècle avant de s'installer sur l'île grecque de Chio, en Mer Égée, après la prise de la capitale impériale par les Ottomans (1453). Une branche de cette famille s'installa à Marseille au XIXe siècle tandis qu'une autre rejoindra Londres vers la même époque.

## Postérité
De son union, vers 1125/1130, avec Marie Comnène, Jean Roger eut au moins quatre enfants : 
- Andronikos (mort en 1191), qui épousa Eirēnē Doukaina (byzantine) ;
- Alexios ;
- Anna, qui épousa un certain Alexios Petraloiphas (byzantin) ;
- Theodora, qui épousa un certain Ioannes Kontostephanos (byzantin).

## Sources
- Jean Cinnamus (Joannes Kinnamos), Faits et gestes de Jean et Manuel Comnène, XIIe siècle.
- Anne Comnène (Anna Komnēnē), L'Alexiade, XIIe siècle.